# Hoplodrina octogenaria
Hoplodrina octogenaria là một loài bướm đêm thuộc họ Noctuoidea. Nó được tìm thấy ở châu Âu.
Sải cánh dài 28–34 mm. Chiều dài cánh trước là 14–16 mm. Con trưởng thành bay làm một đợt from cuối tháng 5 đến tháng 8. .
Ấu trùng ăn Lamium, Primula, Stellaria và Rumex.

## Hình ảnh

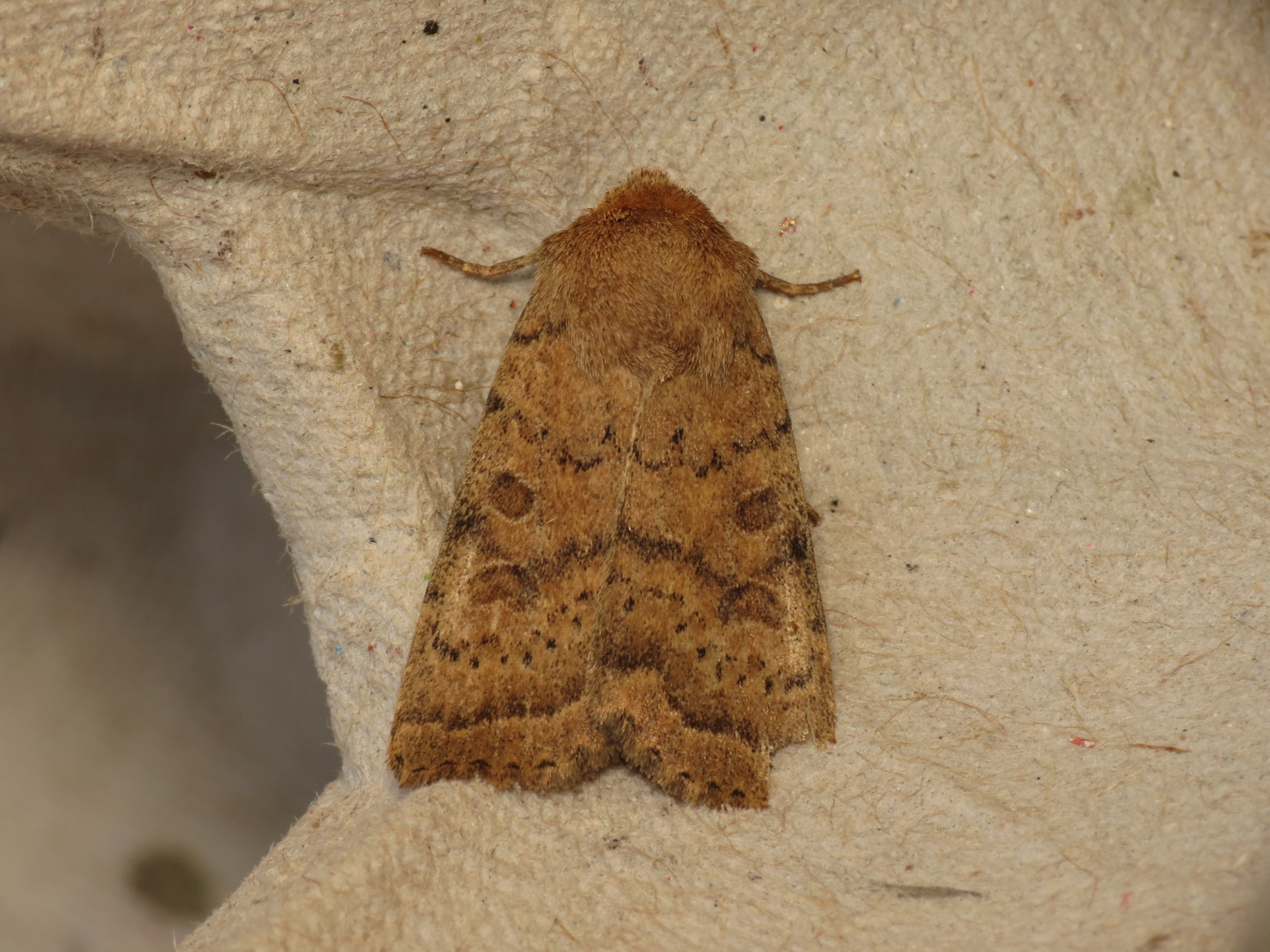
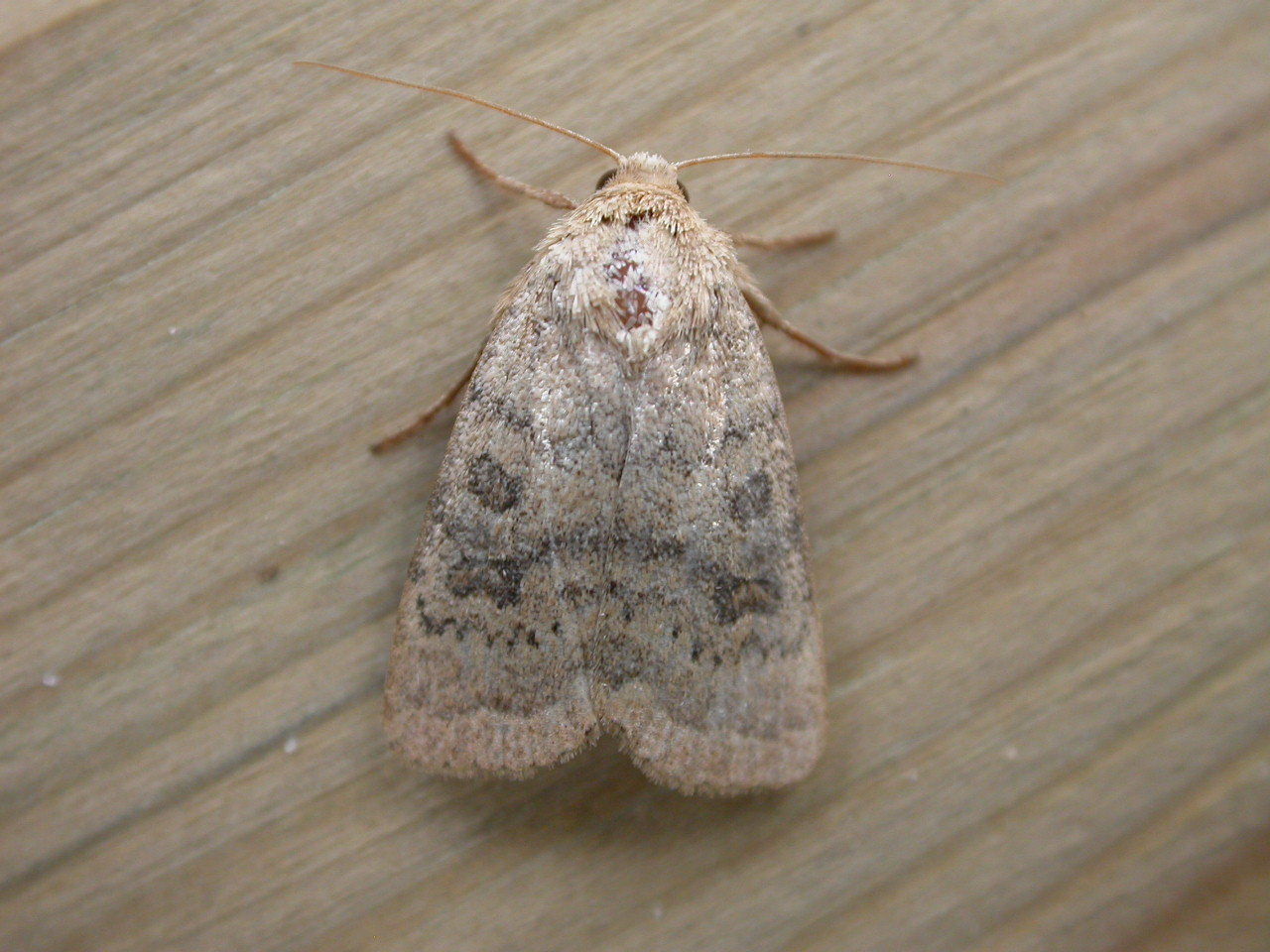
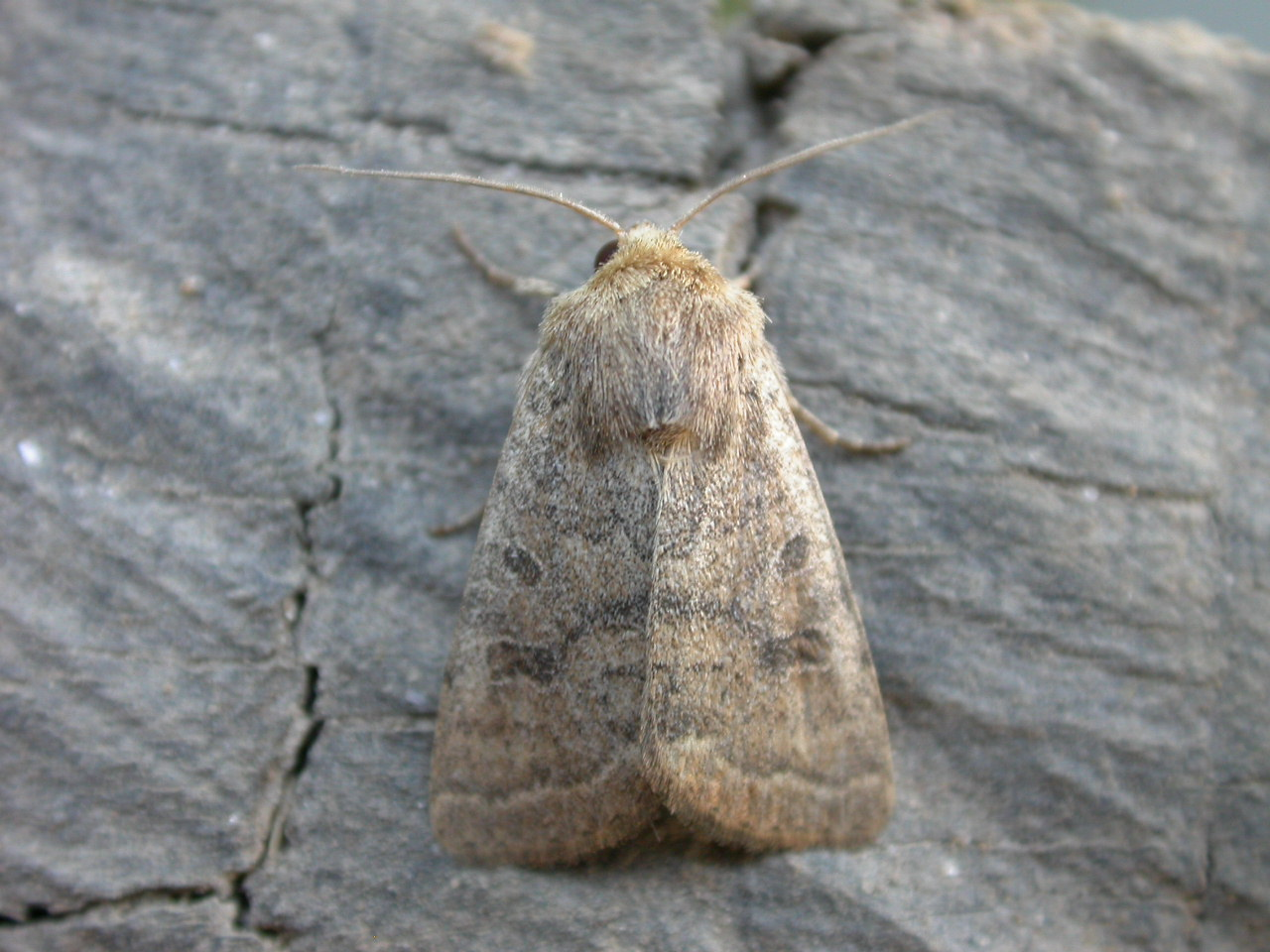
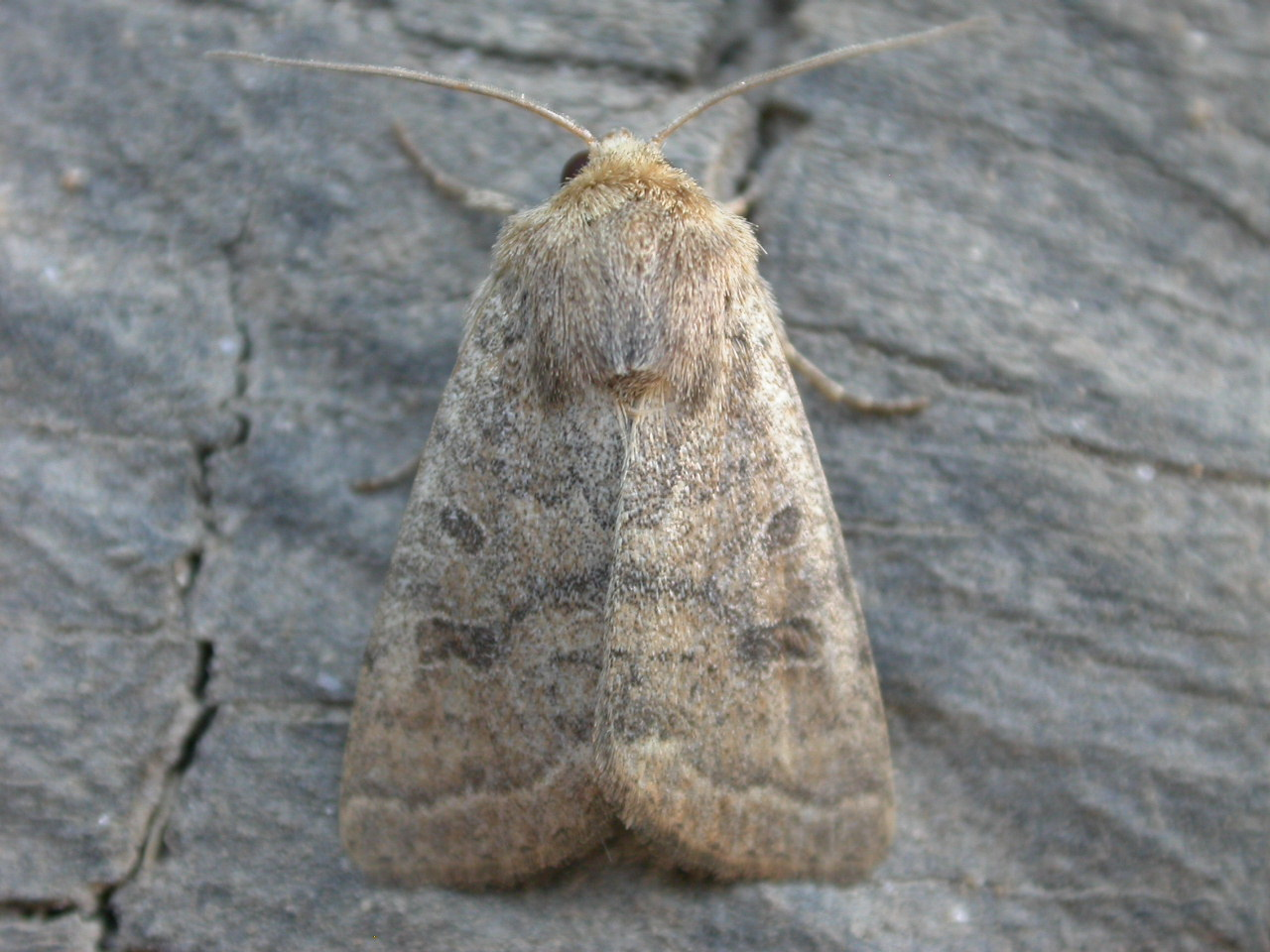